# سنت پیتر، باربادوس
سنت پیتر، باربادوس (به لاتین: Saint Peter, Barbados) یک منطقهٔ مسکونی در باربادوس است.

## خصوصیات
سنت پیتر ۳۴ کیلومترمربع مساحت و ۱۱٬۳۰۰ نفر جمعیت دارد.